# Бедната Настя
Бедната Настя (на руски: Бедная Настя) е руска историческа теленовела, със сценарист Лиза Сейдмен. Сериалът е излъчен в 34 държави.

## Сюжет
Към средата на 19 век. Анна Платонова е начинаеща актриса с най-благородно възпитание, любимка е на светското общество на Петербург. Очарователна, умна, талантлива, Анна може да блести в салоните и на баловете, засенчвайки всички светски лъвици. Може да стане примадона на Императорския театър. Може да завърти главите на най-знатните мъже и да накара синята кръв на аристократите да кипи от страст. Обаче има едно обстоятелство, което може да зачеркне всички перспективи пред това момиче. Анна не е родена свободна. Тя е крепостна актриса, безправна и зависима. Младият барон Корф, пред чиито очи Ана е израснала и станала чудно красива, знае за истинския произход на момичето. Дворянинът презира актрисата, но...я обича. Приятелят на Корф, младият княз Репнин, също изгаря от страст по красавицата.

## В България
В България сериалът „Бедната Настя“ е излъчен през 2005 г. по bTV с дублаж на български език.